# Street Angel (álbum)
Street Angel es el quinto álbum de estudio de la cantante estadounidense Stevie Nicks, publicado por la compañía discográfica Modern Records en 1994. El álbum debutó en el puesto 45 de la lista estadounidense Billboard 200 con 38 000 copias vendidas en su primera semana y fue certificado disco de oro al superar las 500 000 copias vendidas en el país.

## Lista de canciones
| N.º | Título                             | Escritor(es)                     | Duración |  |
| 1.  | «Blue Denim»                       | Stevie Nicks, Mike Campbell      | 4:22     |  |
| 2.  | «Greta»                            | Nicks, Campbell                  | 4:18     |  |
| 3.  | «Street Angel»                     | Nicks                            | 4:09     |  |
| 4.  | «Docklands»                        | Trevor Horn, Betsy Cook          | 4:47     |  |
| 5.  | «Listen to the Rain»               | Nicks, Monroe Jones, Scott Crago | 4:33     |  |
| 6.  | «Destiny»                          | Nicks                            | 5:00     |  |
| 7.  | «Unconditional Love»               | Sandy Stewart, Dave Mundy        | 3:20     |  |
| 8.  | «Love Is Like a River»             | Nicks                            | 4:44     |  |
| 9.  | «Rose Garden»                      | Nicks                            | 4:28     |  |
| 10. | «Maybe Love Will Change Your Mind» | Rick Nowels, Stewart             | 4:18     |  |
| 11. | «Just Like a Woman»                | Bob Dylan                        | 3:50     |  |
| 12. | «Kick It»                          | Nicks, Campbell                  | 4:25     |  |
| 13. | «Jane»                             | Nicks, Joel Derouin              | 4:59     |  |

| Temas extra (edición japonesa) |                |              |          |  |
| N.º                            | Título         | Escritor(es) | Duración |  |
| 14.                            | «God's Garden» | Ethan Johns  | 6:00     |  |
| 15.                            | «Inspiration»  | Johns        | 3:29     |  |

## Personal
- Stevie Nicks - voz y teclados.
- Sharon Celani - coros.
- Lori Nicks - coros.
- Sara Fleetwood - coros
- Bernie Leadon - chelo, guitarra, mandolina y coros.
- Andy Fairweather Low - guitarra y coros.
- Peter Michael - batería y percusión.
- Christopher Nicks - armónica.
- John Pierce - bajo.
- David Randi - bajo.
- Tim Pierce - guitarra.
- Benmont Tench - órgano, piano y sintetizador.
- Waddy Wachtel - guitarra.
- Roy Bittan - piano y sintetizador.
- Mike Campbell - guitarra.
- Ron Blair - bajo y guitarra.
- Kenny Aronoff - batería y pandereta.
- David Crosby - coros.
- Joel Derouin - violín y sintetizador.
- Pat Donaldson - bajo.
- Cat Gray - sintetizador.
- Ethan Johns - guitarra, batería y percusión.
- Glyn Johns - batería.
- Dave Koz - saxofón.

## Posición en listas
| País           | Lista                   | Posición |
| -------------- | ----------------------- | -------- |
| Estados Unidos | Billboard Top 200       | 45       |
| Reino Unido    | Official Albums Chart   | 16       |
| Alemania       | Albums Chart            | 67       |
| Suecia         | Swedish Albums Chart    | 30       |
| Australia      | Australian Albums Chart | 43       |